# Бъбрек
 Тази статия е за анатомичния орган.  За езерото в Рила вижте Бъбрека.  
Бъбрекът (на латински: ren s. nephros) е анатомичен орган в човешкото тяло, предназначен да филтрира кръвта и да отделя токсичните вещества под формата на урина. Над бъбрека се намират надбъбречните жлези, които отделят хормони като адреналин и норадреналин. Дялът от медицината, изучаващ бъбреците, се нарича нефрология.

## Разположение и форма
Бъбрекът е чифтен орган, продълговат, приплеснат в предно-задна посока и дъгообразно извит, разположен по задната коремна стена, зад перитонеума, на нивото на XII гръден до II поясен прешлен. С горната си част бъбреците се допират до диафрагмата. Всеки бъбрек има бобовидна форма, тъмночервен цвят, дължина около 12 см, ширина 6 см и дебелина 3 см. Левият бъбрек обикновено е по-дълъг и по-тесен. Теглото на двата бъбрека е около 300 грама.
По правило десният бъбрек е разположен няколко сантиметра по-надолу от левия поради близостта с черния дроб. Тази разлика е от порядъка на 2 до 3 см, но при различните индивиди може да има съществени разлики.
Бъбрекът има горен и долен край, предна и задна повърхност, медиален и латерален ръб. Към горните краища на всеки бъбрек залягат надбъбречните жлези. По медиалния му ръб, който е вдлъбнат, се разполага хилусът на бъбрека (на латински: hilum renale), през който навлизат артерия и нерви и излизат бъбречното легенче, венозни и лимфни съдове.
Бъбрекът заляга в улея, образуван между m. quadratus lumborum и m. psoas major по задната коремна стена. Покрит е плътно от тънка, но здрава фиброзна капсула. Извън нея се разполага мастната капсула, която е обвита от бъбречна фасция. Тази фасция обхваща и двете надбъбречни жлези, затворена е отгоре, а отдолу е свободна, което позволява спадане на бъбреците. Описаните структури се означават като прикрепващ апарат на бъбреците.

## Устройство и функции
На срез бъбречната субстанция се разпределя в два слоя: външен – кора, и вътрешен – сърцевина .
- Кората (на латински: cortex renalis) е с дебелина 5 – 10 мм.
- Сърцевината (на латински: medulla renalis) е разделена от кората на 7 до 20 бъбречни пирамиди (на латински: pyramides renales). Основата на пирамидите (на латински: basis pyramidis) е обърната към кората, а с върха се отварят в бъбречното легенче.

Основната структурна и функционална единица на бъбрека е нефронът. Общият брой на нефроните в двата бъбрека е около 2 – 3 милиона. Всеки нефрон се състои от следните разположени една след друга части:
- Бъбречно (малпигиево) телце, което се състои от капилярно клъбце (гломерул), покрито от капсула с два листа – външен и вътрешен.
- Проксимално извито каналче – продължение на пространството между двата листа на капсулата.
- Примка на Хенле, имаща по-тънка низходяща и по-дебела възходяща.
- Дистално извито каналче – допира се до съдовете на гломерула, при което се образува юкстагломеруларният апарат. С помощта на този апарат се получава и хормонът ренин.
- Събирателно каналче, което се насочва към върха на пирамидата. Там то се отваря в малките чашки.

В нефроните се извършват три основни физиологични процеса:
- филтрация на кръвната плазма в гломерулите, в резултат на което се образува първичната урина;
- резорбция на нужни, ценни за организма вещества – вода, глюкоза, соли, в каналчетата на Хенлиевата примка, при което урината се концентрира;
- секреция на ненужни съединения към каналчетата с цел да бъдат изхвърлени с урината – амоняк, урея, креатинин и др.

Бъбрекът е покрит с фиброзна капсула (на латински: capsula fibrosa). Между капсулата и самия бъбрек се намира мастна тъкан (на латински: capsula adipose), предпазваща бъбрека от удари и сътресения.

## Кръвоснабдяване
Кръвоснабдяването на бъбрека се осъществява от a. renalis.

## Инервация
Инервацията на бъбрека се осъществява от голямо количество нервни влакна, които образуват при хилуса на бъбрека голямо сплетение – plexus renalis, около a. renalis.